# Deževci
Deževci falu Horvátországban Pozsega-Szlavónia megyében. Közigazgatásilag Bresztováchoz tartozik.

## Fekvése
Pozsegától légvonalban 13, közúton 14 km-re, községközpontjától légvonalban és közúton 7 km-re északnyugatra, Szlavónia középső részén, az Orljava jobb partján, a Pakrácot Bresztováccal összekötő főút mentén fekszik.

## Története
Deževci már a középkorban is létezett, 1443-ban („Desewlcz”), 1500-ban („Desewaltz”) és 1506-ban („Bezewlcz”) is említik a korabeli források. Podversa várának uradalmához tartozott. A török uralom idején muzulmán lakossága volt, akik a felszabadítás során Boszniába távoztak. 1697 körül katolikus horvátok és pravoszláv szerbek települtek ide. 1698-ban „Desevczi” néven 8 portával szerepel a török uralom alól felszabadított szlavóniai települések összeírásában. A bresztováci uradalomhoz tartozott. Az első katonai felmérés térképén „Dorf Dexevczi” néven látható. Lipszky János 1808-ban Budán kiadott repertóriumában „Dexevczi” néven szerepel. Nagy Lajos 1829-ben kiadott művében „Desevczi” néven 32 házzal, 89 katolikus és 129 ortodox vallású lakossal találjuk. 1857-ben 157, 1910-ben 212 lakosa volt. 1910-ben a népszámlálás adatai szerint lakosságának 50%-a horvát, 47%-a szerb anyanyelvű volt. Pozsega vármegye Pozsegai járásának része volt. Az első világháború után 1918-ban az új szerb-horvát-szlovén állam, majd később (1929-ben) Jugoszlávia része lett. 1991-ben lakosságának 80%-a horvát, 13%-a szerb nemzetiségű volt. 2011-ben 157 lakosa volt.

## Lakossága
| Lakosság változása | Lakosság változása | Lakosság változása | Lakosság változása | Lakosság változása | Lakosság változása | Lakosság változása | Lakosság változása | Lakosság változása | Lakosság változása | Lakosság változása | Lakosság változása | Lakosság változása | Lakosság változása | Lakosság változása | Lakosság változása |
| ------------------ | ------------------ | ------------------ | ------------------ | ------------------ | ------------------ | ------------------ | ------------------ | ------------------ | ------------------ | ------------------ | ------------------ | ------------------ | ------------------ | ------------------ | ------------------ |
| 1857               | 1869               | 1880               | 1890               | 1900               | 1910               | 1921               | 1931               | 1948               | 1953               | 1961               | 1971               | 1981               | 1991               | 2001               | 2011               |
| 157                | 167                | 162                | 225                | 211                | 212                | 212                | 249                | 177                | 170                | 195                | 166                | 138                | 164                | 169                | 157                |